# Lilo (vänsterbiflöde till Lualaba)
Lilo är ett vattendrag i Kongo-Kinshasa, ett biflöde till Lualaba. Det rinner genom provinsen Tshopo, i den centrala delen av landet, 1 200 km öster om huvudstaden Kinshasa. Det är ett av de större vattendragen i området mellan Lomami och Lualaba.